# Coneheads
 Coneheads és una pel·lícula estatunidenca dirigida per Steve Barron, estrenada el 1993.

## Argument
Un parella amb la seva filla del planeta Remulak desembarquen a la Terra. El seu crani en forma de con sorprèn, però ho expliquen pel lloc del qual pretenen ser originaris, França.

## Repartiment
- Dan Aykroyd: Beldar Conehead / Donald R. DeCicco
- Jane Curtin: Prymatt Conehead / Mary Margaret DeCicco
- Michelle Burke: Connie Conehead
- Chris Farley: Ronnie el mecànic
- David Spade: Eli Turnbull
- Michael McKean: Gorman Seedling
- Phil Hartman: Marlax
- Jason Alexander: Larry Farber
- Lisa Jane Persky: Lisa Farber
- Sinbad: Otto
- Jan Hooks: Gladys Johnson
- Adam Sandler: Carmine (petita aparició)
- Kevin Nealon: el senador
- Joey Lauren Adams: Christina
- Parker Posey: Stephanie
- Julia Sweeney: el principal
- Ellen DeGeneres: l'entrenadora
- James Keane: Harv
- Jon Lovitz: Dr. Rudolph

## Al voltant de la pel·lícula
- El rodatge s'ha desenvolupat a Cerritos, Los Angeles i Paramus.
- Basat en els esquetxs del Saturday Night Live Coneheads tenia dret a una primera adaptació televisada d'una mitja hora, dirigida per Jules Bass i Arthur Rankin Jr. el 1983.
- Les escenes amb Colleen Camp, Ellen Cleghorne, Brian Doyle-Murray i Conan O'Brien van ser filmades però tallades al muntatge.
- Laraine Newman, que interpretava Connie Conehead el 1975 en el Saturday Night Live, fa una petita aparició al paper de Laarta.
- El personatge de Connie, llavors amb tres anys, és interpretat per Danielle Aykroyd, la filla de Dan Aykroyd.
- Coneheads marca l'inici en el cinema de l'actriu Michelle Burke.

## Banda original
- Kodachrome, interpretada per Paul Frederic Simon
- Magic Carpet Ride, interpretada per Slash i Michael Monroe
- Tainted Love, interpretada per Dan Aykroyd
- No More Tears (Enough Is Enough), interpretada per k.d. lang i Andy Bell
- Can't Take My Eyes Off You, interpretada per Morten Harket
- It's A Free World Baby, interpretada per R.E.M.
- Soul To Squeeze, interpretada per Red Hot Chili Peppers
- Fight The Power, interpretada per Barenaked Ladies
- Little Renee, interpretada per Digable Planets
- Chale Jao, interpretada per Babble
- Conehead Love, interpretada per Dan Aykroyd, Jane Curtin i Nan Schaefer